# Czerlejnko
Czerlejnko – wieś w Polsce położona w województwie wielkopolskim, w powiecie poznańskim, w gminie Kostrzyn.
Wieś duchowna Czerleninko, własność kapituły katedralnej gnieźnieńskiej, pod koniec XVI wieku leżała w powiecie poznańskim województwa poznańskiego. 
W miejscowości znajduje się Sala Królestwa Świadków Jehowy z której korzystają dwa zbory: Kostrzyn Wielkopolski i Swarzędz.